# El Tabo
El Tabo este o comună din provincia San Antonio, regiunea Valparaíso, Chile, cu o populație de 8.161 locuitori (2012) și o suprafață de 98,8 km2.